# Campionati europei di badminton 2024
I Campionati europei di badminton 2024 si sono svolti a Saarbrücken, in Germania, dall'8 al 16 aprile 2024. È stata la 30ª edizione del torneo, organizzato dalla Badminton Europe.

## Medagliere
| Posiz. | Nazione     | Oro | Argento | Bronzo | Totale |
| ------ | ----------- | --- | ------- | ------ | ------ |
| 1      | Danimarca   | 2   | 2       | 4      | 9      |
| 2      | Francia     | 2   | 1       | 0      | 3      |
| 3      | Spagna      | 1   | 0       | 0      | 1      |
| 4      | Bulgaria    | 1   | 0       | 0      | 1      |
| 4      | Scozia      | 0   | 1       | 0      | 1      |
| 6      | Paesi Bassi | 0   | 0       | 2      | 2      |
| 6      | Turchia     | 0   | 0       | 2      | 2      |
| 8      | Inghilterra | 0   | 0       | 1      | 1      |
| 8      | Finlandia   | 0   | 0       | 1      | 1      |
| Totale | Totale      | 5   | 5       | 10     | 20     |

## Podi
| Evento              | Oro                                 | Argento                             | Bronzo                         |
| Singolare maschile  | Anders Antonsen                     | Toma Junior Popov                   | Viktor Axelsen                 |
| Singolare maschile  | Anders Antonsen                     | Toma Junior Popov                   | Joakim Oldorff                 |
| Singolare femminile | Carolina Marín                      | Kirsty Gilmour                      | Julie Dawall Jakobsen          |
| Singolare femminile | Carolina Marín                      | Kirsty Gilmour                      | Neslihan Arın                  |
| Doppio maschile     | Kim Astrup Anders Skaarup Rasmussen | Andreas Søndergaard Jesper Toft     | Ben Lane Sean Vendy            |
| Doppio maschile     | Kim Astrup Anders Skaarup Rasmussen | Andreas Søndergaard Jesper Toft     | Rasmus Kjær Frederik Søgaard   |
| Doppio femminile    | Margot Lambert Anne Tran            | Gabriela Stoeva Stefani Stoeva      | Bengisu Erçetin Nazlıcan İnci  |
| Doppio femminile    | Margot Lambert Anne Tran            | Gabriela Stoeva Stefani Stoeva      | Debora Jille Cheryl Seinen     |
| Doppio misto        | Thom Gicquel Delphine Delrue        | Mathias Christiansen Alexandra Bøje | Robin Tabeling Selena Piek     |
| Doppio misto        | Thom Gicquel Delphine Delrue        | Mathias Christiansen Alexandra Bøje | Mathias Thyrri Amalie Magelund |